# To Be Young
To Be Young è un singolo della cantautrice britannica Anne-Marie, pubblicato il 17 luglio 2020 su etichetta A Major Toms, Asylum UK e Warner Music UK.

## Pubblicazione
Il singolo è stato annunciato da Anne-Marie tramite social media il 13 luglio 2020.

## Video musicale
Il video musicale è stato reso disponibile il 17 luglio 2020, in concomitanza con l'uscita del brano.

## Tracce
Testi e musiche di Anne-Marie Nicholson, Amala Dlamini, Billy Walsh, Delacey, Louis Bell e Teo Halm.
Download digitale
1. To Be Young (feat. Doja Cat) – 3:24

Download digitale – Acoustic
1. To Be Young (feat. Doja Cat) (Acoustic) – 3:13

Download digitale – 220 Kid Remix
1. To Be Young (feat. Doja Cat) (220 Kid Remix) – 3:53

## Formazione
- Anne-Marie – voce
- Doja Cat – voce aggiuntiva
- Louis Bell – produzione
- Teo Halm – produzione

## Classifiche
| Classifica (2020) | Posizione massima |
| ----------------- | ----------------- |
| Corea del Sud     | 147               |
| Irlanda           | 73                |
| Regno Unito       | 74                |